# Diveriks
Diveriks, Dievu Rykis – Pan Bogów, władca nieba. Przydomek świetlistego boga nieba – Dievsa. 